# Pichl (Manching)
Pichl ist ein Gemeindeteil des Marktes Manching im Landkreis Pfaffenhofen an der Ilm und liegt südöstlich von Ingolstadt und südwestlich von Manching. In der Nähe befindet sich eine Einrichtung für Testflüge (Flugplatz Ingolstadt-Manching mit der Wehrtechnischen Dienststelle 61 der Bundeswehr für Luftfahrzeuge, Airbus).

## Geografie
Das Zentrum des Kirchdorfs Pichl ist 0,8 km westlich und 1,7 km südlich der Ortsmitte von Manching, der Gesamtabstand beträgt 1,83 km. Pichl liegt im Ortsgebiet Manching östlich von Oberstimm und südlich von Niederstimm.

## Geschichte
Pichl war Bodenfunden zufolge bereits in der frühen Hallstattzeit um 1000 v. Chr. zumindest vorübergehend besiedelt. Die bajuwarische Ansiedlung vom Ende der Völkerwanderungszeit reiht sich um einen Geländebuckel in der Ortsmitte. Danach führte der Ort den Namen Pichl, auch Pichel oder Püchel (=Ort an der Anhöhe), am Bühel. Dieser wurde bereits in einem Vertrag von 1338 erwähnt.
Die katholische Filialkirche St. Leonhard ist im Kern gotisch, wurde aber im 17. Jahrhundert barock verändert.
Die 1818 mit dem zweiten Gemeindeedikt begründete Landgemeinde Pichl wurde am 1. Januar 1972 in den Markt Manching eingegliedert.

## Besonderheiten

### Leonhardiritt
Jedes Jahr findet in Pichl der sogenannte Leonhardiritt statt.
Der Ablauf folgt in der Regel diesem Schema:
- Aufstellung und Standkonzert am Sportplatz
- Begrüßung durch den Bürgermeister
- Abholung der Geistlichkeit vor der St.Leonhards-Kirche
- Erster Umritt mit Kutsche und Blasmusik
- Choral
- Begrüßung und geistliche Worte durch den katholischen Pfarrer
- Segnung beim Vorbeireiten

Nach dem Umritt ist meist im Feuerwehrhaus in Pichl auch für das leibliche Wohl gesorgt.

### Bikepark
Die neuerrichtete BMX-Bahn in Pichl, neben dem Sportplatz, ist ein gutes Freizeitangebot für junge Radsportler.

## Kindergarten
Der Kindergarten Pichl wurde 1993 als fünfter Kindergarten des Marktes Manching im Ortskern von Pichl, im Schatten der barocken Kirche St. Leonhard gebaut. Der rechtliche Rahmen für die Arbeit bildet das BayKiBiG. Der Kindergarten ist von 7:00–16:00 Uhr geöffnet. Die ca. 70 Kinder im Alter von drei bis sechs Jahren werden in drei alters- und geschlechtsgemischten Gruppen betreut.